# Lee Hi
Dans ce nom, le nom de famille, Lee, précède le nom personnel coréen.
Lee Ha Yi (en coréen : 이하이), plus connue internationalement sous son nom de scène Lee Hi, est une chanteuse sud-coréenne née le 23 septembre 1996 à Bucheon. En 2012, elle participe à la première édition de l'émission K-pop Star, puis signe avec le label YG Entertainment. Paru en octobre 2012, son premier single 1, 2, 3, 4 se place en tête du classement sud-coréen Gaon Digital Chart pendant trois semaines. Elle sort ensuite trois albums, First Love (2013), Seoulite (2016) et 24°C (2019), qui entrent tous trois dans le classement World Albums de Billboard, et plusieurs singles qui atteignent le top 5 du Gaon Digital Chart, dont Rose (2013), Breathe (2016) et No One (2019). Après la fin de son contrat avec YG Entertainment, Lee Hi rejoint le label AOMG de juillet 2020 à mars 2024. Son album 4 Only paraît en septembre 2021.

## Biographie

### 2012–2013: Débuts avec K-pop Star et YG Entertainment
En 2012, Lee Hi participe à l'émission de téléréalité sud-coréenne K-pop Star, sur la chaîne SBS. Éliminée en finale face à Park Ji-min, elle signe ensuite un contrat avec l'un des labels discographiques impliqués dans l'émission, YG Entertainment. Celui-ci annonce que Lee Hi débutera avec le groupe SuPearls, créé dans le cadre de K-pop Star et initialement composé de Michelle Lee, Park Ji-min, Lee Seung-joo et Lee Jung-mi. Lee Hi devait remplacer Park Ji-min, cette dernière ayant signé chez le label concurrent décroche YG Entairnement.
Lee Hi fait une première apparition avec un featuring sur le titre It's Cold du groupe Epik High au début du mois d'octobre 2012. Le 28 octobre 2012, elle sort son premier single, 1, 2, 3, 4. Celui-ci occupe la première place du classement sud-coréen Gaon Digital Chart pendant trois semaines. Un mois plus tard, elle sort un second single nommé Scarecrow, qui s'attire également les faveurs du public sud-coréen.
À la suite du succès de ces premiers singles, YG Entertainment décide que Lee Hi continuera sa carrière en solo. Le groupe SuPearls est alors dissous par le label avant même ses débuts.
Fin février 2013, YG Entertainment annonce la sortie du premier album de Lee Hi. Le label diffuse la chanson introductive, Turn it Up, comme teaser de l'album. L'album First Love paraît ensuite en deux parties. Les premières chansons, dont le single It's Over, sont mises en ligne sur les plateformes de téléchargement le 7 mars 2013. Aux États-Unis, le mini-album atteint la troisième place du classement World Albums de Billboard. L'album entier, prévu initialement pour le 21 mars 2013, sort finalement le 28 mars 2013 avec le second single intitulé Rose, qui prend la première place du classement Gaon Digital Chart,.

### 2014–2019:Seouliteet24°C
Pendant les trois années qui suivent, Lee Hi prend part à deux collaborations avec des artistes de YG Entertainment. En décembre 2013, le label publie une reprise de la chanson All I Want For Christmas Is You de Mariah Carey interprétée par Lee Hi et la chanteuse Bom du groupe 2NE1. En novembre 2014, elle chante I'm Different en duo avec Lee Su-hyun d'AKMU, le rappeur Bobby du groupe iKon apparaissant également en featuring.
Le second album de Lee Hi, Seoulite, paraît en 2016. Il est produit par Tablo et DJ Tukutz d'Epik High, ainsi que Lee Hi elle-même. La première moitié est publiée le 9 mars 2016. En Corée du Sud, les deux singles Breathe et Hold My Hand se placent dans le top 10 du classement Gaon Digital Chart, respectivement en 2e et 8e position. Aux États-Unis l'album prend la troisième place du classement World Albums de Billboard. La chanson Breathe créée par Jonghyun vaudra à Lee Hi d'être l'une des artistes à remporter le prix majeur Digital Song Bonsang à la 31e cérémonie des Golden Disc Awards. L'album complet sort le 20 avril 2016 avec le single My Star. Il contient aussi le titre Passing By, première de ses chansons dont Lee Hi a écrit les paroles et co-composé la musique.
Au cours des années suivantes, Lee Hi fait des apparitions en featuring sur des titres de plusieurs autres artistes, incluant Dok2, Epik High et Code Kunst. En octobre 2016, elle participe à la bande originale de la série à succès Moon Lovers: Scarlet Heart Ryeo avec la chanson My Love et un featuring sur la chanson d'Epik High Can You Hear My Heart. En 2018, elle lance sa carrière au Japon avec plusieurs concerts et une compilation de chansons déjà parues en Corée du Sud, dont certaines sont réécrites en japonais,.
Le 30 mai 2019, la chanteuse revient avec le mini-album 24°C et le single No One, qui présente un featuring de  B.I, alors leader du groupe iKon. L'album entre en 7e position dans le classement américain World Albums de Billboard et No One prend la seconde place du classement sud-coréen Gaon Digital Chart pour la semaine du 2 juin 2019,.
Le 31 décembre 2019, YG Entertainment fait savoir que le contrat de Lee Hi est arrivé à son terme et ne sera pas renouvelé.

### 2020–2024: Chez AOMG,4 Only
Lee Hi est annoncée comme nouvelle artiste du label AOMG le 22 juillet 2020 et son single Holo paraît le jour suivant. 
Holo atteint la 6e position du classement World Digital Song Sales de Billboard à sa sortie. Il rencontre aussi un succès durable en Corée du Sud, où il se place respectivement en 66e et 140e position du classement Circle Digital Chart pour les années 2020 et 2021,. Nommé dans le cadre de plusieurs cérémonies prestigieuses, dont les Melon Music Awards et les MAMA Awards,, il remporte le prix de la meilleure chanson R&B de l'année décernée par les Korean Hip-hop Awards en mars 2021.
Le 9 septembre 2021, Lee Hi sort l'album 4 Only, qui inclut les singles Red Lipstick (feat. Yoon Mi-rae) et Only, ainsi qu'une nouvelle collaboration avec B.I sur le titre Savior, qu'il a créé pour elle,. Les magazines NME et PopMatters retiennent tous deux cet album, dont Lee Hi a écrit ou co-écrit et co-composé six des dix titres, dans leurs sélections respectives des 25 meilleurs albums d'Asie et 20 meilleurs albums K-pop de l'année 2021,. Avec Only, Lee Hi reçoit également le prix de la meilleure chanson R&B des Korean Hip-hop Awards pour la seconde année consécutive.
En décembre 2023 et janvier 2024, Lee Hi sort successivement deux singles, Alley (골목길), en collaboration avec Sung Si-kyung, et My Beloved (그대가 해준 말). Le 28 mars 2024, AOMG annonce que la chanteuse a quitté le label au terme de son contrat.

## Discographie

### Singles
- 2012 : 1, 2, 3, 4
- 2012 : Scarecrow (허수아비)
- 2013 : It's Over
- 2013 : Rose
- 2013 : All I Want for Christmas Is You (avec Bom)
- 2014 : I'm Different (나는 달라, avec Lee Su-hyun, feat. Bobby)
- 2016 : Breath (한숨)
- 2016 : Hold My Hand (손잡아 줘요)
- 2016 : My Star
- 2019 : No One (누구 없소, feat. B.I)
- 2020 : Holo (홀로)
- 2020 : Automatic Remix[a]
- 2020 : For You (feat. Crush)
- 2021 : Only
- 2021 : Red Lipstick (빨간 립스틱, feat. Yoon Mi-rae)
- 2023 : Alley (골목길, avec Sung Si-kyung)
- 2024 : My Beloved (그대가 해준 말)

### Bande originale
- 2016 : My Love (내 사랑), pour la série Moon Lovers: Scarlet Heart Ryeo
- 2018 : Golden Slumbers, pour le film Golden Slumber
- 2020 : Brave Enough, pour la série Record of Youth
- 2021 : Dear You (그 한마디), pour le webtoon Romance 101
- 2021 : Hold My Hand (손을 잡아줘요), pour la série Now, We Are Breaking Up
- 2022 : We'll Shine Brighter Than Any Other Stars (우린 어떠한 별보다 빛날 거야), pour la série Soundtrack #1

### En tant qu'artiste invitée
- 2012 : It's Cold (춥다, feat. Lee Hi) d'Epik High
- 2016 : Refrigerator (냉장고, feat. Lee Hi, Verbal Jint) de Gill
- 2016 : Can You Hear My Heart (내 마음 들리나요, feat. Lee Hi) d'Epik High[b]
- 2016 : Like (처럼, feat. Lee Hi) de Dok2 et Yoo Jae-suk
- 2017 : On & On (feat. Lee Hi) de Dok2
- 2017 : X (feat. Lee Hi) de Code Kunst
- 2017 : Here Come The Regrets (feat. Lee Hi) d'Epik High
- 2019 : XI (feat. Lee Hi) de Code Kunst
- 2020 : Xii (feat. Lee Hi) de Code Kunst
- 2020 : O (feat. Lee Hi) de Code Kunst
- 2020 : Yours (feat. Lee Hi, Changmo) de Raiden et Chanyeol
- 2020 : Tip Toe (feat. Lee Hi) de Crush
- 2020 : Villain (악역, feat. Lee Hi, Simon Dominic) de Swings
- 2021 : Call U Up (feat. Lee Hi) de Park Ji-hoon
- 2021 : Bittersweet (feat. Lee Hi) de Wonwoo et Mingyu de Seventeen
- 2021 : Daydream (긴 꿈, feat. Lee Hi) de B.I
- 2021 : Party for the Night (feat. Lee Hi, Loco) de Gray
- 2022 : Rich Kids Anthem (feat. Lee Hi) d'Epik High
- 2022 : Off-Line (feat. Dean, Lee Hi) de Rad Museum
- 2022 : Bye (안녕, feat. Lee Hi) de Kim Oki
- 2022 : Alone (feat. Lee Hi) de Coogie
- 2022 : Ondo (avec Lee Hi) de Bronze
- 2022 : Skit (avec Lee Hi, Loco) de Slom[48]
- 2023 : HoMe Boy (feat. Lee Hi) de Code Kunst[49]
- 2023 : Do (feat. Lee Hi) de Padi[50]
- 2023 : Say Nothing (feat. Lee Hi) de Yugyeom[51]
- 2023 : Bad Habits (feat. Lee Hi) de Crush[52]